# Urban Chaos: Riot Response
Urban Chaos: Riot Response — компьютерная игра в жанре шутера от первого лица, разработанная британской студией Rocksteady Studios и выпущенная Eidos Interactive для PlayStation 2 и Xbox в июне 2006 года.
Игрок управляет Ником Мейсоном, членом недавно сформированного отряда по борьбе с преступностью «T-Zero», в неназванном современном американском городке, который был захвачен печально известной бандой Burners. Члены банды, вооружённые тесаками, бомбами с зажигательной смесью и огнестрельным оружием, нападают на мирных жителей, парамедиков, пожарных и полицейских; задача игрока остановить преступность любой ценой.

## Разработка
В процессе разработки игра была известна под тремя различными названиями: сначала она называлась Roll Call, и это должен был быть шутер от первого лица, действие которого разворачивается в захудалом городе, в недалёком будущем. В октябре 2005 года Eidos объявила, что проект будет называться Zero Tolerance: City Under Fire и будет выпущен для PlayStation 2, Xbox и PC, игра также осталась шутером от первого лица, и повествовала о члене элитного подразделения по борьбе с бандитизмом, который должен защищать город в осаде. Бывший президент Technopop и владелец её активов, сделал заявление, что владеет авторскими правами на название Zero Tolerance, а также объявил, что работает над обновленной версией Zero Tolerance 1994 года для PlayStation Portable под тем же названием; в заявлении утверждалось о нарушении товарного знака и было направлено уведомление Eidos Interactive о прекращении использования названия Zero Tolerance. Позже Eidos переименовали свою игру в Urban Chaos: Riot Response.

## Критика
| Сводный рейтинг    | Сводный рейтинг | Сводный рейтинг |
| Издание            | Оценка          | Оценка          |
| Издание            | PS2             | Xbox            |
| ------------------ | --------------- | --------------- |
| GameRankings       | 74,89 %         | 73,38 %         |
| Metacritic         | 73/100          | 72/100          |
| Иноязычные издания |                 |                 |
| Издание            | Оценка          | Оценка          |
| Издание            | PS2             | Xbox            |
| Edge               | 6/10            | 6/10            |
| EGM                | 4,67/10         | 4,67/10         |
| Eurogamer          | 6/10            | N/A             |
| Famitsu            | 31/40           | N/A             |
| Game Informer      | 7,75/10         | 7,75/10         |
| GamePro            | [ 14 ]          | [ 14 ]          |
| GameSpot           | 7,8/10          | 7,8/10          |
| GameSpy            | [ 16 ]          | [ 16 ]          |
| GameTrailers       | 7,8/10          | 7,8/10          |
| GameZone           | 8,5/10          | 8/10            |
| IGN                | 7,9/10          | 7,9/10          |
| OPM                | [ 21 ]          | N/A             |
| OXM                | N/A             | 5/10            |
| The A.V. Club      | C+              | C+              |
| Detroit Free Press | [ 24 ]          | [ 24 ]          |

Игра получила «смешанные» отзывы на обеих платформах, согласно сайту Metacritic.